# Sângeru de Pădure
Sângeru de Pădure (węg. Erdőszengyel) – wieś w Rumunii, w okręgu Marusza, w gminie Ernei. W 2011 roku liczyła 476 mieszkańców.